# St Rufus Church

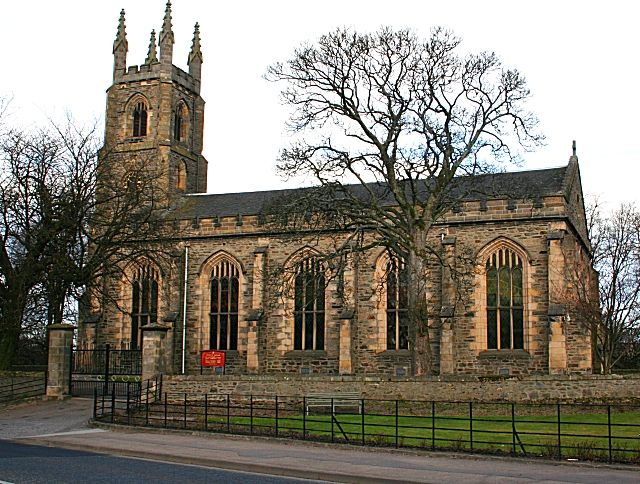
St Rufus Church

Die St Rufus Church ist ein Kirchengebäude der presbyterianischen Church of Scotland in der schottischen Kleinstadt Keith in der Council Area Moray. 1972 wurde das Bauwerk in die schottischen Denkmallisten zunächst in der Kategorie B aufgenommen. Die Hochstufung in die höchste Denkmalkategorie A erfolgte 1988.

## Geschichte

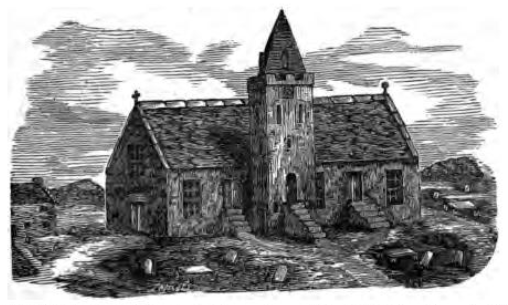
Die Keith Old Parish Church um 1798

Bereits im Jahre 1203 ist eine Kirche am Standort erwähnt, welcher der Elgin Cathedral unterstellt war. Verschiedene Quellen geben an, dass der schottische König Jakob V. 1497 in der Kirche übernachtete. Jakob V. wurde jedoch erst 1512 geboren. Entweder ist die Jahresangabe fehlerhaft oder sein Vater Jakob IV. ist gemeint. 1569 wurde die mittelalterliche Kirche durch einen Neubau ersetzt. Dieser wurde beim Neubau der heutigen St Rufus Church abgetragen.
Der Bau der heutigen St Rufus Church wurde 1816 begonnen und 1819 abgeschlossen. Den Entwurf lieferte der schottische Architekt James Gillespie Graham. 1853 überarbeiteten die Reid-Gebrüder und 1875 der in Aberdeen ansässige James Matthews das Gebäude. Den Innenraum überarbeitete Alexander Marshall Mackenzie zwischen 1892 und 1902.

## Beschreibung
Die St Rufus Church steht abseits der Church Road (A96) nahe dem rechten Ufer des Isla im historischen Zentrum Keiths. Das große Kirchengebäude ist neogotisch im Perpendicular Style ausgestaltet. Sein Mauerwerk besteht aus Bruchstein mit polierten Sandsteindetails. Das vorspringende spitzbogige Portal an der ostexponierten Giebelseite ist mit abschließender Pseudo-Zinnenbewehrung, flankierenden blinden Spitzbogenfenstern mit schlichten Bekrönungen und Strebepfeilern ausgeführt. Darüber ist ein gedrungenes Maßwerk eingelassen. Entlang der Seitenfassaden des fünf Achsen weiten Langhauses ziehen sich hohe spitzbogige Maßwerke. Strebepfeiler gliedern die Fassaden vertikal. Der viergeschossige Glockenturm an der Westseite verjüngt sich sukzessive. Am Fuß sind zwei Spitzbogenportale eingelassen, von denen eines heute blind ist. Die Strebepfeiler entlang der Turmkanten laufen in hohen Fialen aus. Die Turmuhren im dritten Geschoss sind im Perpendicular Style gefasst. Auf dem Ostgiebel des schiefergedeckten Langhauses steht ein Kreuz. Das Satteldach ist mit Staffelgiebeln ausgeführt.